# ミュージック・ジグソーパズル
ミュージック・ジグソーパズルは、文化放送が2018年から2023年にかけてNRN向けに制作していた音楽番組。

## 概要
- みんなのリッスンの後継となる文化放送制作の地方局向け平日帯の裏送り番組である。2018年4月2日よりスタート[1]した10分番組。
- 文化放送アナウンサーのナビゲートにより、日替わりで登場する歌手・アーティストがおすすめする楽曲を紹介している。これを「ジグソーパズルのピースを埋める」ことに例えたタイトルとなっている。
- 本番組の終了後は、くにまる食堂のコーナーである「ラジカセメモリーズ」を後番組に充当した。

## パーソナリティ
- すべて文化放送アナウンサー（出演当時）

### 終了時点
- 松井佐祐里（2021年10月4日 - 最終回まで）
  - 歌手・アーティストは日替わりとなるが、放送回によりナビゲートする文化放送アナウンサー自身が楽曲を選曲することもあった。

### 過去
- 西川文野（）
- 長麻未（）
- 坂口愛美（2020年10月 - 2021年10月1日）

## ネット局

### 終了時点
- 2023年3月現在。備考に記載のない限り平日（月 - 金曜）に放送。放送時間の早い順に記載[2]。

| 放送対象地域   | 放送局            | 放送時間      | 備考 |
| -------------- | ----------------- | ------------- | ---- |
| 秋田県         | 秋田放送（ABS）   | 12:40 - 12:50 |      |
| 高知県         | 高知放送（RKC）   | 12:50 - 13:00 |      |
| 静岡県         | 静岡放送（SBS）   | 16:20 - 16:30 |      |
| 富山県         | 北日本放送（KNB） | 16:20 - 16:30 |      |
| 鳥取県・島根県 | 山陰放送（BSS）   | 16:20 - 16:30 |      |
| 山口県         | 山口放送（KRY）   | 16:20 - 16:30 |      |
| 青森県         | 青森放送（RAB）   | 16:25 - 16:35 |      |
| 徳島県         | 四国放送（JRT）   | 16:40 - 16:50 |      |